# بيفيريل من القمة
بيفيريل من القمة (بالإنجليزية: Peveril of the Peak)‏ نشرت عام 1823 هي أطول رواية بقلم السير والتر سكوت. وهي تشكل إحدى روايات سكوت الإنجليزية إلى جاذنب أيفانهو، وودستوك، كينيلورث، وتجري معظم الأحداث حوالي العام 1678.